# Senape (colore)
Il senape è un colore, così chiamato perché richiama la salsa omonima. È una tonalità di giallo.
La prima volta che questo colore venne indicato come mustard (senape in inglese) fu nel 1886.